# Amanda Haywood
Amanda Dominique Haywood (* 10. Januar 2000 in Bridgetown) ist eine barbadische Squashspielerin.

## Karriere
Amanda Haywood gewann von 2012 bis 2016 in verschiedenen Altersklassen viermal die Karibikmeisterschaften und 2018 bei den Zentralamerika- und Karibikspielen mit der Mannschaft die Bronzemedaille. 2017 hatte sie Barbados bereits bei den Panamerikameisterschaften vertreten und war 2018 Teilnehmerin bei den Commonwealth Games in Gold Coast. Bei diesen erreichte sie im Einzel die zweite Runde, in der sie gegen Laura Massaro ausschied. 2019 belegte sie bei den Karibikmeisterschaften der Erwachsenen mit der Mannschaft den zweiten Platz. Im Einzel hatte sie das Viertelfinale erreicht. 2022 erfolgte ihre zweite Teilnahme an den Commonwealth Games. Wieder gelang ihr im Einzel der Einzug in die zweite Runde, in der sie dieses Mal Tesni Evans unterlegen war. Im Doppel kam sie mit Meagan Best nicht über die Vorrunde, im Mixed scheiterte sie mit Shawn Simpson in der Auftaktpartie. Von 2016 bis 2018 wurde Haywood dreimal in Folge hinter Meagan Best barbadische Vizemeisterin. Bei den Panamerikanischen Spielen 2023 in Santiago de Chile gewann sie mit der Mannschaft die Bronzemedaille.
Haywood schloss 2022 ein Studium an der University of Virginia ab, für die sie auch im College Squash aktiv war.

## Erfolge
- Vizekaribikmeisterin mit der Mannschaft: 2019
- Karibikmeisterin mit der Mannschaft: 2024
- Panamerikanische Spiele: 1 × Bronze (Mannschaft 2023)
- Zentralamerika- und Karibikspiele: 1 × Bronze (Mannschaft 2018)
- Barbadische Vizemeisterin: 2016–2018